# Franz Reinzer
‎Franz Reinzer, avstrijski retorik, filozof, teolog, meteorolog, * 1661, † 1708.
Reinzer je najbolj znan po njegovem delu Meteorologia philosophico-politica, in duodecim differtationes per quaestiones meteorologicas & conclusiones politicas divisa, appositisque, ki je prvič izšla leta 1697. 
1. 1 2  Swartz A. Open Library — 2007.
2. 1 2  CONOR